# Ville Kurki
Ville Kalle Kurki (* 24. März 1968 in Kerava; † 12. Juli 2022) war ein finnischer Regattasegler.

## Werdegang
Ville Kurki belegte zusammen mit Richard Grönblom bei den Olympischen Spielen 1996 in Atlanta in der Star-Regatta den 20. Platz.